# Мужчине живётся трудно. Фильм 13: Осунувшийся от любви Торадзиро
«Мужчине живётся трудно. Фильм 13: Осунувшийся от любви Торадзиро» (яп. 男はつらいよ　寅次郎恋やつれ, отоко-ва цурай ё: торадзиро ай яцурэ; англ. Tora-san's Lovesick (Tora-san 13) — японская комедия режиссёра Ёдзи Ямады, вышедшая на экраны в 1974 году. 13-я часть 48-серийного сериала напрямую связана с девятым фильмом (1972), так как в качестве одной из главных героинь в этой серии вновь появляется Утако в исполнении популярной актрисы Саюри Ёсинаги.

## Сюжет
В начале фильма, как и во многих других сериях цикла «Мужчине живётся трудно», показано возвращение Тора-сана домой в Сибамату. Своим родным — дяде Тацудзо, тёте Цунэ и сестре Сакуре он заявляет о том, что в конце концов нашёл себе невесту, девушку по имени Окину. Тора-сан с сестрой Сакурой и Умэтаро (друг семьи, босс мужа Сакуры) едут к Окину, чтобы просить её руки. Однако, по приезде к ней, они узнают, что Окину уже давно замужем, просто её муж куда-то пропал. А как раз при их приезде он и объявился. Свадебные планы Торадзиро разрушены.
Опечаленный, Тора-сан опять пускается в странствия по стране и во время своих скитаний встречает в небольшом посёлке Цувано красавицу Утако, с которой он уже знаком (она была героиней 9 части сериала). Теперь она вдова, и между ней и Торадзиро есть намёки на взаимность… Может это и есть его судьба?

## В ролях
- Киёси Ацуми — Торадзиро Курума (или Тора-сан)
- Тиэко Байсё — Сакура, его сестра
- Саюри Ёсинага — Утако
- Сэйдзи Миягути — отец Утако
- Тосиэ Такада — Окину
- Гин Маэда — Хироси, муж Сакуры
- Тацуо Мацумура — Тацудзо, дядя Тора-сана
- Тиэко Мисаки — Цунэ, тётя Тора-сана
- Хисао Дадзай — Умэтаро, босс Хироси
- Тисю Рю — священник
- Хаято Накамура — Мицуо Сува
- Гадзиро Сато — Гэн
- Мотоко Такахаси — Мидори
- Ёсио Ёсида — старик

## Премьеры
- — национальная премьера фильма состоялась 10 августа 1974 года в Токио[1].

## Награды и номинации
Премия журнала «Кинэма Дзюмпо» (1975)
- Номинация на премию за лучший фильм 1974 года, однако по результатам голосования занял лишь 12-е место.